# ترك موقد فخار
ترك موقد فخار (بالإنجليزية: Turk Pipkin)‏ هو ممثل أمريكي، ولد في 2 يوليو 1952 في الولايات المتحدة.

## أعمال

### أفلام
- (2004) أضواء ليلة الجمعة

## وصلات خارجية
- ترك موقد فخار على موقع IMDb (الإنجليزية)
- ترك موقد فخار على موقع ميوزك برينز (الإنجليزية)
- ترك موقد فخار على موقع قاعدة بيانات الفيلم (الإنجليزية)